# قضب طويل الأوراق
قضب طويل الأوراق (الاسم العلمي:Cadaba longifolia) هو نوع من النباتات يتبع جنس القضب من الفصيلة القبارية.